# Mi Virginidy
mi Virginidy (MVI) – coroczny rój meteorów aktywny od 1 kwietnia do 12 maja. Jego radiant znajduje się w gwiazdozbiorze Panny. Maksimum roju przypada na 29 kwietnia, jego aktywność jest określana jako niska, a obfitość roju wynosi 2 meteory/h. Prędkość w atmosferze meteorów tego roju to 30 km/s.